# Żydowski Związek Wojskowy
Żydowski Związek Wojskowy, w skrócie ŻZW (hebr. ארגון צבאי יהודי, Irgun Cwai Jehudi, akronim אצ''י; jid. יידישע מיליטערישע פאראייניקונג, Jidisze Militerisze Farajnikung) – podziemna zbrojna organizacja Żydów polskich, powołana do życia pod koniec 1942 r. przez działaczy żydowskich związanych z syjonizmem rewizjonistycznym, będących członkami Bejtaru, Irgunu, Masady czy Brit he-Chajalu. Organizacja brała udział obok Żydowskiej Organizacji Bojowej w powstaniu w getcie warszawskim  .

## Historia

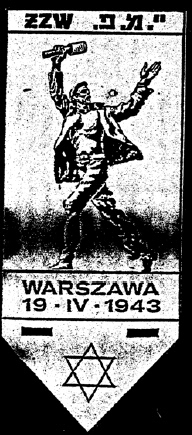
Proporczyk Żydowskiego Związku Wojskowego

### Po klęsce wrześniowej
Jeszcze przed wybuchem wojny wielu przywódców żydowskich organizacji i ruchów opuściło Warszawę lub w ogóle terytorium II Rzeczypospolitej. Byli wśród nich główni działacze ruchu rewizjonistycznego jak Menachem Begin, Natan Friedman-Mor (Jelin-Mor), Izrael Szejb (Eldad), Izrael Epstein i Dawid Jutan. Czołowymi reprezentantami ruchu w mieście zostali dr Dawid Wdowiński i Perec Lasker, oficer Wojska Polskiego i komisarz Bejtaru w Warszawie.
Lasker postanowił, że nie wyjedzie jak większość Żydów do Wilna i pozostanie w Warszawie w celu organizowania pomocy pozostałym w mieście Żydom. Początkowo nawiązał kontakt z rewizjonistami na Litwie, aby ci pomogli w zdobyciu certyfikatów umożliwiających wyjazd członkom Bejtaru i Irgunu z okupowanej Polski do Palestyny. Niewielu rewizjonistom udało się skorzystać z takiej możliwości, wśród nich była m.in. żona Henryka Strasmana – Lili. Miejscem pierwszego spotkania Żydów, którzy w listopadzie 1939 postanowili utworzyć tajny związek, był szpital zakaźny świętego Stanisława przy ulicy Wolskiej 37 .

### W getcie warszawskim
W 1940 roku Lasker wraz z komendantem Irgunu w Warszawie Benjaminem Szochatem zorganizowali komendę Bejtaru w mieście. Obaj uważali, że należy organizować grupy zbrojne w celu podjęcia walki z Niemcami. Prócz nich, do grona założycieli należeli Józef Celmajster, Kałmen Mendelson, Mieczysław Ettinger i Leon Rodal. Na czele organizacji według niektórych przekazów stanął Dawid Wdowiński, inne źródła jednak przyjmują za dowódców ŻZW Mieczysława Apfelbauma i Pawła Frenkla. Według uważanych współcześnie za kontrowersyjne relacji Henryka Iwańskiego „Żydowski Związek Walki (...) powstał z inicjatywy oficerów i podoficerów Wojska Polskiego narodowości żydowskiej”. Losy syjonistów-rewizjonistów w getcie warszawskim do połowy 1942 r. ze względu na brak wystarczających źródeł, budzą wśród badaczy tego tematu pewne kontrowersje. Wedle Emmanuela Ringelbluma, znawcy kabały mieli ustalić, że śmierć Żabotyńskiego miała się równać śmierci innej ważnej osoby.  
Wiosną 1941 roku Lasker nawiązał kontakt z Judenratem w Hrubieszowie, aby umożliwić rewizjonistom z Warszawy podjęcie pracy na gospodarstwach pod Lublinem. Latem pomysł został wcielony w życie, a członkowie Bejtaru otrzymali pozwolenia na prace z Arbeitsamtu w Hrubieszowie. 24 czerwca Niemcy wkroczyli do Wilna, a od 4 lipca rozpoczęto eksterminację ludności żydowskiej miasta i okolic. W masowych egzekucjach przeprowadzonych w lasach ponarskich do grudnia zginęło około 33 000 Żydów. Skłoniło to lokalne organizacje młodzieżowe do podjęcia współpracy i zorganizowania zbrojnego podziemia w mieście. 21 stycznia 1942 roku powstała Zjednoczona Organizacja Partyzancka, która wysłała swoich emisariuszy do innych gett w celu poinformowania Żydów tam mieszkających o mordach dokonywanych przez Niemców. Wysłannicy z wileńskiego getta odbyli szereg spotkań z przedstawicielami Ha-Szomer Ha-Cair, Droru, Poalej Syjon, Bundu, Bejtaru w celu przekonania ich o potrzebie podjęcia wspólnego zbrojnego oporu wobec Niemców. Wówczas na taki pomysł gotowi byli tylko rewizjoniści. Pozostałe środowiska uważały, że nie należy walczyć z Niemcami w ogóle lub twierdzili, że takie zbrodnie nie będą miały miejsca, w tak dużym mieście jak Warszawa.  W kwietniu 1942 roku grupa rewizjonistów zaatakowała niemiecki oddział biorący udział w eksterminacji Żydów w okolicach Lublina podczas akcji Reinhardt. W starciu zginął m.in. Benjamin Szochat. Ci, którzy ocaleli, uciekli do warszawskiego getta. W tym samym miesiącu do Warszawy dotarli Żydzi, którzy uniknęli deportacji do Bełżca, Majdanka i Sobiboru. Tym razem również warszawski Judenrat oraz przywództwo organizacji w getcie uznały, że Niemcy nie dokonają eksterminacji tak dużej społeczności żydowskiej w Europie. Po tym wydarzeniu żydowscy komuniści zwrócili się do Antka Cukiermana i przedstawicieli żydowskich grup socjalistycznych, aby utworzyć Blok Antyfaszystowski, który zajmowałby się walką polityczną i propagandową z faszyzmem. Tym samym pod koniec kwietnia powstała wspomniana organizacja, ale nie włączono do niej rewizjonistów.
Wiosną 1941 roku ukazała się broszura „Ha-Medina” („Państwo”) poświęcona zmarłemu w lipcu 1940 r. Żabotyńskiemu. W skład redakcji weszli: pochodzący z Kielc Leon Rodal oraz Perec Laskier. Broszura została wydana w 500 egzemplarzach. Z kolei na początku 1942 r., po uzyskaniu od emisariuszy informacji o krwawych pogromach antysemickich w Wilnie, zwolennicy Żabotyńskiego wydali gazetę „Magen Dawid” („Tarcza Dawida”). Wśród autorów tekstów mieli być: Meir Klingbail, Paweł Frenkiel oraz Rodal. W pierwszej połowie lipca 1942 r. z okazji drugiej rocznicy śmierci Żabotyńskiego syjoniści-rewizjoniści zorganizowali w synagodze na Tłomackiem specjalną uroczystość żałobną. Wydali także broszurę Acharej Sznatajim (Po dwóch latach). Można przypuszczać, że w tym samym czasie prawicowi syjoniści wydawali gazety o ty-tule „Af Al Pi” oraz biuletyny. Informacje w nich zawarte pochodziły z audycji radia BBC.
W 1942 roku Lasker dowiedział się, że wśród pracujących w Hrubieszowie rewizjonistów zawiązał się oddzielny oddział pod dowództwem Pawła Frenkla, który przed wojną należał do Masady, później do Bejtaru i Irgunu. Lasker w lutym 1942 roku wyjechał do Częstochowy pozostawiając komendę nad konspiracją w Warszawie Frenklowi.

### Przygotowania do zbrojnego powstania
Przed rozpoczęciem Wielkiej Akcji Frenkel zarządził, aby połączyć budynek, w którym miał swoją siedzibę przy ul. Muranowskiej 7 koło muru getta, ze stroną aryjską. W tym celu zarządził wykonanie podkopu pod murem, który został wykopany podczas akcji deportacyjnych do obozów koncentracyjnych. Tunel miał 50 metrów długości i prowadził do budynku przy ul. Muranowskiej 6 po stronie aryjskiej, w którym ŻZW zajęło jedno z mieszkań. W ten sposób organizacja posiadała kontakt ze światem zewnętrznym oraz lokale służące za kryjówki. Tym tunelem podczas akcji wysiedleńczych do getta miał dostać się Jan Karski.
Po ostatnim transporcie do Treblinki (21 września 1942) kierownictwo ŻZW rozpoczęło budowę nowych schronów i bunkrów na terenie getta. Uznano, że będą to ostateczne przygotowania do powstania przeciw Niemcom. Rozpoczęto także akcje likwidacji żydowskich kolaborantów z Gestapo, członków Judenratu i Żydowskiej Służby Porządkowej. Akcje te nie były jednak skoordynowane z akcjami ŻOB-u o tym samym charakterze. W ten sposób w wyniku działań ŻZW zginął Jerzy Firstenberg (czołowy oficer policji żydowskiej w getcie) czy Anna Milewicz (donosicielka Gestapo). W tym samym czasie ŻOB i ŻZW podjęły akcje zbierania funduszy na zakup broni i amunicji. Miały one charakter zbiórek, ale także wiązały się z wymuszaniem pieniędzy od osób współpracujących z Niemcami lub od przemytników.
ŻZW wykonał drugi tunel prowadzący na nieżydowską stronę miasta przy ul. Karmelickiej 5 przy szopach Többensa i Schultza.
W celu zakupu broni i szkolenie członków ŻZW Frenkel nawiązał kontakt z Cezarym Ketlingiem-Szemleyem z Polskiej Ludowej Akcji Niepodległościowej. Bez zgody Armii Krajowej kilka razy sprzedał broń i amunicję ŻZW i przeprowadził szkolenia w getcie. Frenklowi udało się także zakupić mundury Waffen-SS.
Na początku 1943 roku odbyło się kilka spotkań pomiędzy ŻOB-em i ŻZW. Miały one na celu osiągnięcie porozumienia pomiędzy obiema organizacjami i połączenie ich w jedną. Nie doszło jednak do tego. ŻOB uważał się za główną organizację getta, z kolei ŻZW postrzegała się za najlepiej uzbrojoną i wyszkoloną formację. Przeszkodą w osiągnięciu porozumienia były polityczne spory pomiędzy członkami obu organizacji. ŻZW chciał, aby na czele powstania stanął człowiek o najlepszym przeszkoleniu wojskowym w getcie i nie godził się żeby broń powstańców składowana była we wspólnych składach. Z kolei ŻOB gotów był na połączenie z ŻZW pod warunkiem, że podkomendni Frenkla przeszliby do ŻOB-u indywidualnie, a nie jako cała organizacja. ŻZW podchodził z nieufnością do Bundu znajdującego się w ŻOB-ie ze względu na jego kontakty z polskimi socjalistami.

### Udział w powstaniu i działania po nim

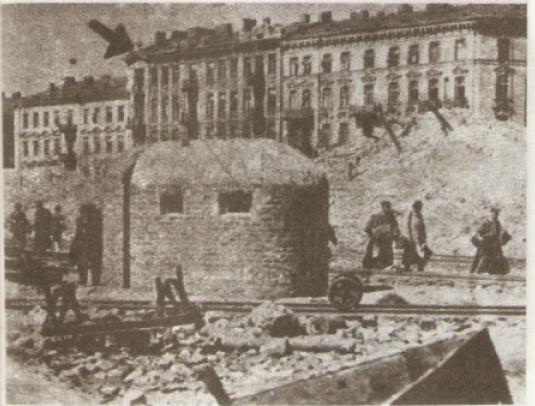
Zdjęcie ukazujące miejsce wywieszenia flag na kamienicy przy pl. Muranowskim

19 kwietnia ŻZW nawiązał kontakt ogniowy z siłami niemieckimi po godzinie 17:30. Wówczas oddziały SS wkraczające na teren tzw. getta centralnego zostały ostrzelane na pl. Muranowskim, gdzie po południowej stronie, na rogu z ul. Nalewki, swoje stanowiska przygotowali rewizjoniści. Arens podaje, że w momencie, kiedy Niemcy wkroczyli do getta warszawskiego, to Frenkel z Rodalem podjęli decyzję o wywieszeniu na dachu budynku flagi syjonistycznej. Na następny dzień obok wywieszono flagę polską.
20 kwietnia jednostki niemieckie i ukraińskie wkroczyły do getta i przemieszczały się ul. Leszno obok zakładów Többensa i Schultza. Na tej ulicy swoje stanowiska miały ŻOB i ŻZW, które zaatakowały przeciwnika. Mimo ostrzału i użycia granatów oddziały podległe Jürgenowi Stroopowi kierowały się dalej w kierunku getta centralnego. Tego samego dnia ŻZW ponownie starło się z siłami niemieckimi na pl. Muranowskim. Do walk doszło również na terenie zakładów Többensa i Schultza, gdzie starcia trwały około 4 godzin. W nocy z 20 na 21 kwietnia Frenkel wydał rozkaz ewakuowania grupy bojowników ŻZW na aryjską stronę przez tunel pod ul. Muranowską.
21 kwietnia Stroop ponowił atak na żydowskie stanowiska na pl. Muranowskim. Starcia tam trwały cały dzień. W nocy, siły ŻZW w tym rejonie zostały wzmocnione oddziałem Szmuela Lufta. Z kolei oddziały Abrahama Rodala i Józefa Łopaty schroniły się w bunkrze na ul. Świętojerskiej 38. Do starć doszło także w rejonie warsztatów Többensa i Schultza.
22 kwietnia bojownicy ŻZW dalej bronili stanowisk na pl. Muranowskim. Rewizjoniści użyli mundurów SS, aby wciągnąć w pułapkę jeden z niemieckich oddziałów podczas ataku na kamienice. Podczas tych starć miał zginąć Untersturmführer SS Hans Demke. Tego dnia ŻZW podpalił warsztaty Brauera na ul. Nalewki w celu utrudnienia przemarszu siłom niemieckim. W nocy Frenkel zadecydował o przerzucie 50 bojowników podzielonych na grupy z getta do lasu koło Michalina, w rejonie Otwocka. Jedna z grup została zaatakowana przez Niemców w rejonie Otwocka. W wyniku starcia wszyscy członkowie grupy zginęli.
23 kwietnia Stroop przypuścił kolejny atak na pl. Muranowski. Ostrzał artyleryjski doprowadził do zburzenia wielu stanowisk i podpalenia budynków wokół placu. Tego dnia siły ŻZW opuściły plac. Oddziały rewizjonistów wraz z ŻOB-em broniły wciąż zakładów Többensa i Schultza.
25 kwietnia grupa Leona Rodala, której członkowie wcześniej opuścili getto, skierowała się do lasów koło Michalina, udając żałobników.
26 kwietnia 31 mężczyzn i 5 kobiet związanych z ŻZW zeszło do tunelu pod ul. Karmelicką, którym dostali się do systemu kanalizacyjnego po aryjskiej stronie. Na powierzchnię wyszli po dwóch dniach.
27 kwietnia Stroop kolejny raz starł się z siłami ŻZW na pl. Muranowskim, na którym walki zakończyły się o godzinie 22:30. Tego dnia doszło do starcia jednostek policji i SS z oddziałem ŻZW po poza murami getta, od północno-wschodniej strony. Była to jedna z grup bojowników, która miała udać się w okolice Michalina. W walce Żydzi wykorzystali broń automatyczną, granaty i pistolety. Starcie na ul. Muranowskiej trwało do dnia następnego. ŻZW miał stracić 25 bojowników. Kilku udało się uciec dzięki wykorzystaniu mundurów Wehrmachtu. Niemieckimi siłami w tym rejonie dowodził Obersturmführer SS Diehl, który otrzymał za to starcie żelazny krzyż.
28 kwietnia ŻZW dalej walczył na pl. Muranowskim z siłami Stroopa.
29 kwietnia grupa, która uciekła z getta kanałami trzy dni wcześniej, oczekiwała na pomoc członków polskiej konspiracji, aby dostać się do Michalina. W związku z tym, że przedstawiciele polskiej strony nie stawili się na miejscu, to czterech członków ŻZW postanowiło dotrzeć do Michalina, spotkać się tam z oczekującą grupą ŻZW i zorganizować pomoc dla pozostałych w Warszawie. Podczas próby zdobycia transportu zostali zaatakowani przez niemiecką policję i granatową policję. W wyniku wszyscy bojownicy zginęli.
30 kwietnia grupa Rodala (44 bojowników), której udało się dotrzeć do Michalina, została zaatakowana przez granatową policję. Zmusiło to bojowników do wycofania się z zajmowanych pozycji. Podczas przekraczania rzeki Świder grupa Rodala wpadła w pułapkę niemieckiej policji. Starcie trwało pięć godzin, poległo w nim 12 bojowników. Ci, którzy uciekli z zasadzki wrócili do Warszawy.
Pozostali po aryjskiej stronie bojownicy ŻZW zaangażowali się w ratowanie ocalałych Żydów w getcie. W dniach 5 i 6 maja zorganizowano przerzut ocalałych. Grupa uciekająca 6 maja wpadła w pułapkę granatowej policji. W trakcie walki zginął Leon Rodal. 19 czerwca, ukrywający się na ul. Grzybowskiej 11, Frenkel wraz z resztą bojowników zostali odkryci przez Niemców. Doszło do wymiany ognia, w której zginęło czterech Niemców i siedmiu bojowników, w tym Frenkel.
Nie wiadomo, ilu dokładnie bojowników ŻZW walczyło w powstaniu. Tec w swojej książce twierdzi, że prawie wszyscy zginęli podczas walk w getcie. Opinię o tym, iż większość członków organizacji nie dożyło do końca wojny, przedstawił Marian Apfelbaum. Krzysztof Persak podał, że trzech bojowników przeżyło powstanie. Według Marka Edelmana ŻZW był małą organizacją mającą realizować głównie ambicje rewizjonistów. W swojej książce twierdzi, że ŻZW przestał istnieć po drugim dniu powstania w getcie.
Mieczysława Apfelbauma polski rząd w Londynie awansował pośmiertnie do stopnia majora Wojska Polskiego .

## Uzbrojenie i liczebność ŻZW
W 1940 roku ŻZW liczył około 100 członków, a w kwietniu 1943 roku około 300. Nechama Tec podaje tylko jedną liczbę, około 300 bojowników. Kledzik w swoim artykule podaje natomiast liczbę około 500 ludzi .
ŻZW otrzymywał uzbrojenie przede wszystkim od członków Polskiej Ludowej Akcji Niepodległościowej. Ewentualna pomoc (i jej zasięg) od Henryka Iwańskiego jest trudna do kreślenia. Pod wrażeniem zapasów broni i amunicji ŻZW był Emanuel Ringelblum, który odwiedził dowództwo organizacji przed powstaniem. Miał zanotować, iż były tam karabiny maszynowe, pistolety, karabiny oraz granaty.

## Struktura
ŻZW podzielony był na departamenty :
- Informacji – Leon Rodal
- Organizacyjny – Paweł Frenkel
- Kwatermistrzowski – Leon Wajnsztok
- Finansów – b.d.
- Komunikacji – Dawid Moryc Apfelbaum
- Medyczny – Józef Celmajster
- Prawny (wydający wyroki na kolaborantów żydowskich) – Dawid Szulman
- Ratujący (organizujący ewakuacje dzieci na stronę aryjską) – Kałmen Mendelson
- Techniki, transportu i dostaw – Hanoch Federbusz
- Wojskowy – Dawid Moryc Apfelbaum i Paweł Frenkel

ŻZW podzielił getto na rejony i przydzielił do nich dowódców:
- Getto centralne – Paweł Frenkel i Leon Rodal,
- Rejon szczotkarzy  – Szmuel Luft,
- Warsztaty Többensa i Schultza – Natan Szulc

## Kontakty z polskim podziemiem
Organizacja od początku pozostawała w kontakcie ze strukturami podziemia polskiego, podlegając Związkowi Walki Zbrojnej. W pierwszej fazie istnienia miała swoje placówki w Lublinie, we Lwowie, Stanisławowie i Warszawie, zajmując się przerzutem bojowników żydowskich do formowanych we Francji i Wielkiej Brytanii polskich sił zbrojnych. Na krótki czas przed powstaniem w getcie warszawskim doszło do nawiązania współpracy między ŻZW a ŻOB, której ŻZW prawdopodobnie przekazało 50 pistoletów, ustalono też podział na dwie strefy obronne przypadające obydwu organizacjom na wypadek wybuchu powstania.   
Persak podaje, że ŻZW nie udało się nawiązać oficjalnych kontaktów z Armią Krajową, która prawdopodobnie nie była świadoma jego istnienia. Członkowie ŻZW wykorzystywali jednak prywatne kontakty po aryjskiej stronie w celu zakupu broni.
Pod koniec 1942 r. przedstawiciele Żydowskiego Związku Wojskowego kontaktowali się z Cezarym Ketlingiem-Szemleyem. Kwestia ewentualnych kontaktów (i jej skali) między ŻZW a Henrykiem Iwańskim i jego podwładnymi jest trudny do określenia.   

## Losy powojenne, upamiętnienie i kontrowersje

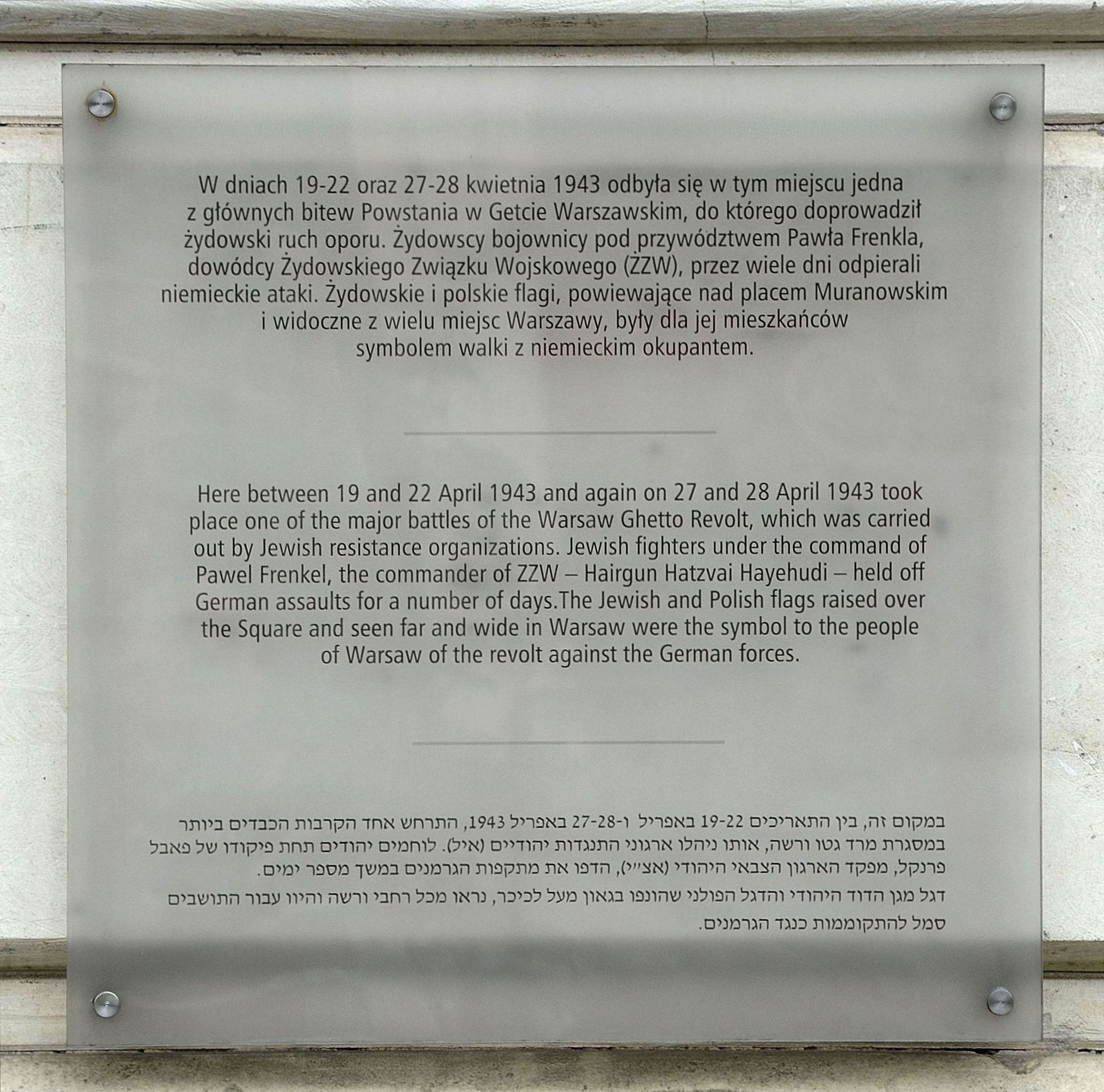
Tablica upamiętniająca walki ŻZW na placu Muranowskim (ulica Muranowska 1)

Po wojnie pomijano udział ŻZW w powstaniu w getcie na rzecz skupiającego zarówno socjalistów i komunistów ŻOB-u, do którego skrajnie prawicowy, ściśle związany z Betarem, ŻZW nie przystąpił. Jednym z niewielu polskich historyków w okresie Polski Ludowej, wspominających o udziale ŻZW w powstaniu był Bernard Ber Mark w monografii Walka i zagłada warszawskiego getta, wydanej przez MON w Warszawie w 1959 roku. Bezpośrednio na zapomnienie ŻZW wpłynęły jego związki z AK i prawicowy nurt polityczny, jaki reprezentował. 

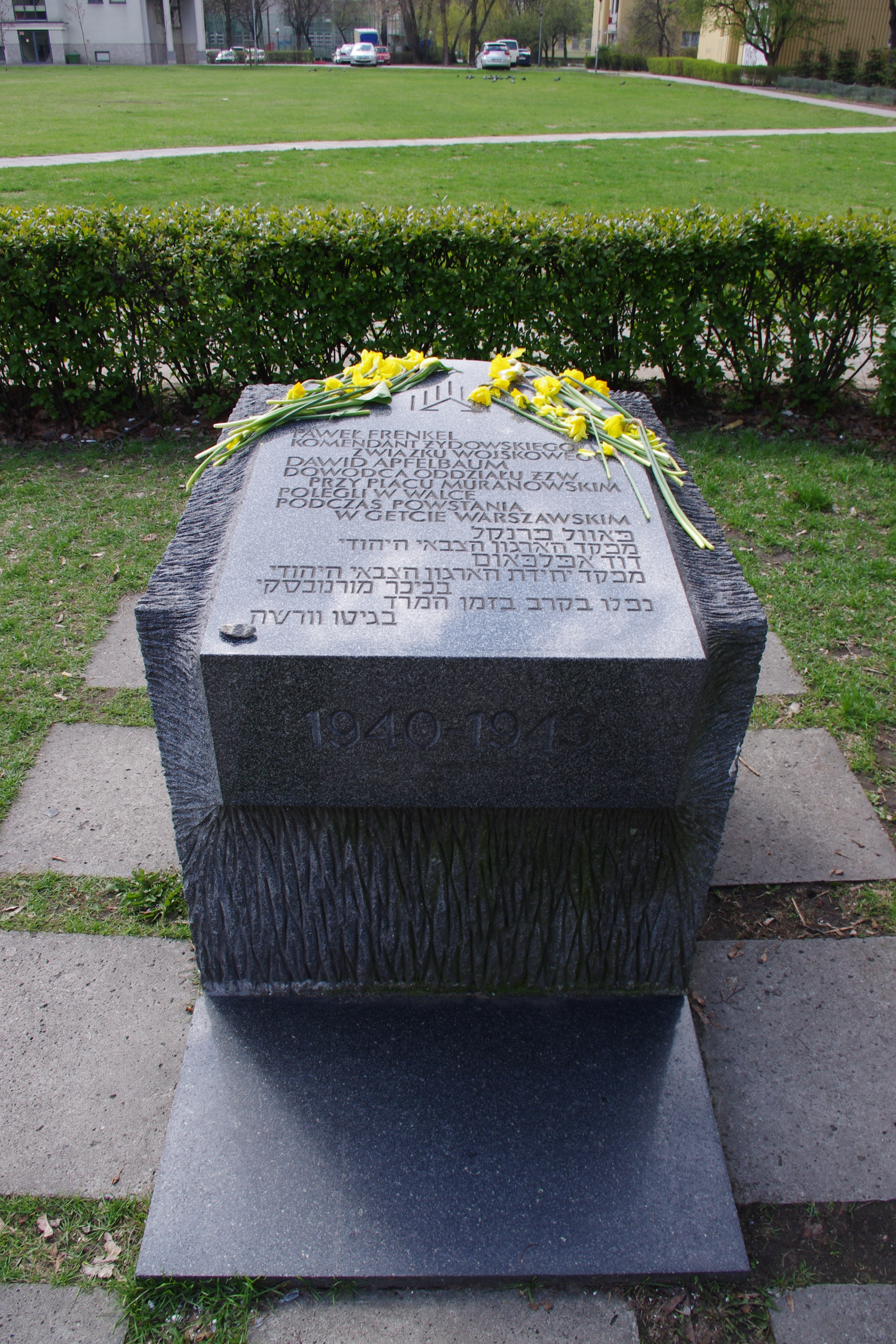
Kamienny blok Traktu Pamięci Męczeństwa i Walki Żydów upamiętniający dowódców ŻZW w getcie warszawskim Pawła Frenkla i Dawida Apfelbauma przy ulicy Dubois w Warszawie

Przez długi czas w Izraelu wiodącą narracją o powstaniu w getcie były relacje członków ŻOB-u, którzy pomijali udział ŻZW ze względu na konflikty polityczne. Ocaleli z wojny bojownicy ŻZW byli zbyt mało znani w Izraelu oraz w środowisku rewizjonistów, przez co ich świadectwa nie stały się częścią głównej narracji. Udział ŻZW w powstaniu został podjęty w pracach Moszego Arensa.
Wokół działalności ŻZW powstały różne historie, które miały na celu osiągnięcie osobistych korzyści przez osoby je przedstawiające. Dariusz Libionka i Laurence Weinbaum w swojej książce Bohaterowie, hochsztaplerzy, opisywacze. Wokół Żydowskiego Związku Wojskowego poddali rewizji kilka z nich. Są wśród z nich wspomnienia Henryka Iwańskiego i Tadeusza Bednarczyka, którzy podawali się za członków Korpusu Bezpieczeństwa w celu przyznania im uprawnień kombatanckich. Podawali oni, że byli w stałym kontakcie z ŻZW, a członkowie Korpusu Bezpieczeństwa walczyli na pl. Muranowskim .
W 2004 roku prezydent Lech Kaczyński nadał jednemu ze skwerów na Woli w Warszawie imię Mieczysława Apfelbauma, który według tezy Libionki i Weinbauma był postacią fikcyjną, niepojawiający się w żadnych opracowaniach na temat ŻZW, prócz wspomnień Iwańskiego i Bednarczyka.

## Niektóre publikacje dotyczące udziału ŻZW w powstaniu
- Mosze Arens, Flagi nad gettem. Rzecz o getcie warszawskim, Austeria, Kraków-Budapeszt 2011.
- Mosze Arens, The Jewish Military Organization (ŻZW) in the Warsaw Ghetto, „Holocaust and Genocide Studies” 2005, vol. 19, no. 2, s. 201–225.
- Chaim Lazar-Litai, Masada w Warszawie
- Chaim Lazar-Litai, Muranowska 7
- Dawid Wdowiński, And we are not saved, Philosophical Library, New York, 1963.
- Prawda o powstaniu w getcie warszawskim Aleksander Swiszczew, na łamach Shalom New York
- Marian Apfelbaum, Dwa sztandary. Rzecz o powstaniu w getcie warszawskim, Wydawnictwo Literackie.